# Jundiaí
Jundiaí är en stad och kommun i Brasilien, ligger i delstaten São Paulo och är belägen ungefär mitt emellan storstäderna São Paulo och Campinas. Folkmängden i kommunen uppgick år 2014 till cirka 400 000 invånare.